# Mabogini
Mabogini ist ein Verwaltungsbezirk (Ward) des Distrikts Moshi in der tansanischen Region Kilimandscharo.

## Geografie
Mabogini liegt im Nordosten von Tansania südlich angrenzend an die Regionshauptstadt Moshi. Das Land liegt auf einer etwa 750 Meter hoch liegenden Ebene. Der Bezirk grenzt im Nordwesten an Bomambuzi und im Norden an Kaloleni, die beide zum Distrikt Moshi (MC) gehören. Im Osten liegt Old Moshi Magharibi, im Südosten und Süden Kahe Magharibi und im Westen Arusha Chini. Bei der Volkszählung 2022 lebten 57.231 Menschen in 15.288 Haushalten auf einer Fläche von 67 Quadratkilometern. Das ergibt eine Bevölkerungsdichte von 850 Einwohnern je Quadratkilometer.

## Gliederung
Der Bezirk besteht aus acht Gemeinden (Mtaa) mit 41 Orten (Kitongoji):
| Chekereni - Makao Makuu - Chekereni - Chekereni Relini - Mtaa Wa Wauru | Mabogini - Bogini Juu - Harusini - Mpirani - Mijohoroni - Sanya Line A - Sanya Line B - Shabaha - Rau Mshufini - Shuleni | Mtakuja - Mabatini - Risaavu - Josho - Upareni | Mserekia - Remiti - Mbeya Ndogo - Mkwajuni - Mafuriko - Mbeya Kubwa | Muungano - Uru - Relini - Mwamko - Jitegemee - Ujamaa | Maendeleo - Majengo - Mshikamano - Kibosho - Uarushani - Nguvukazi | Mji Mpya - Ujamaa - Madukani - Utamaduni - Azimio - Shirikisho | Mvuleni - Mapinduzi - Muungano - Uhuru - Usalama |

## Wirtschaft und Infrastruktur
Das Gebiet ist durch gemischte Landnutzung und verstreute Siedlungen gekennzeichnet.
- Bildung: Im Bezirk gibt es fünf weiterführende Schulen.[9] Staatliche Schulen sind die Mabogini Secondary School[10] und die Mpirani Secondary School,[11] die beide Mädchen und Burschen bis zur 4. Stufe ausbilden. Faraja-Seminary,[12] Nazarene-Progress Secondary School[13] und Mtakuja Secondary School[14] sind christliche Schulen, die ebenfalls koedukativ bis zur 4. Stufe ausbilden.
- Gesundheit: In Mabogini liegen 5 staatliche[15][16][17][18][19] und eine private[20] Apotheke.